# Impianti della Coppa del Mondo di rugby 1995
| Immagine | Impianto e città                    | Capacità | Incontri disputati |
| --- | ----------------------------------- | -------- | --- |
| | Free State Stadium, Bloemfontein    | 30000    | Giappone ‒ Galles 10-57 (G) Irlanda ‒ Giappone 50-28 (G) Giappone ‒ Nuova Zelanda 17-145 (G)                                                                              |
| | Newlands Stadium, Città del Capo    | 50000    | Sudafrica ‒ Australia 27–18 (G) Sudafrica ‒ Romania 21-8 (G) Inghilterra ‒ Australia 25-22 (QF) Inghilterra ‒ Nuova Zelanda 29-45 (SF)                                    |
| | Kings Park Stadium, Durban          | 50000    | Argentina ‒ Inghilterra 18–24 (G) Inghilterra ‒ Italia 27–20 (G) Inghilterra ‒ Samoa Occidentali 44-22 (G) Francia ‒ Irlanda 36-12 (QF) Sudafrica ‒ Francia 19-15 (SF)    |
| | Stadio Basil Kenyon, East London    | 16000    | Italia ‒ Samoa Occidentali 18-42 (G) Samoa Occidentali ‒ Argentina 32-26 (G) Argentina ‒ Italia 25-31 (G)                                                                 |
| | Ellis Park Stadium, Johannesburg    | 60000    | Irlanda ‒ Nuova Zelanda 19-43 (G) Nuova Zelanda ‒ Galles 34-9 (G) Irlanda ‒ Galles 24-23 (G) Sudafrica ‒ Samoa Occidentali 42-14 (QF) Sudafrica ‒ Nuova Zelanda 15-12 (F) |
| | Stadio Boet Erasmus, Port Elizabeth | 60000    | Canada ‒ Romania 34-3 (G) Australia ‒ Canada 27-11 (G) Sudafrica ‒ Canada 20-0 (G)                                                                                        |
| | Stadio Loftus Versfeld, Pretoria    | 50000    | Francia ‒ Tonga 38-10 (G) Scozia ‒ Tonga 41-5 (G) Scozia ‒ Francia 19-22 (G) Nuova Zelanda ‒ Scozia 48-30 (QF) Francia ‒ Inghilterra 19-9 (F3)                            |
| | Olympia Park, Rustenburg            | 30000    | Costa d'Avorio ‒ Scozia 0-89 (G) Francia ‒ Costa d'Avorio 54-18 (G) Costa d'Avorio ‒ Tonga 11-29 (G)                                                                      |
| | Stadio Danie Craven, Stellenbosch   | 16000    | Australia ‒ Romania 42-3 (G) |
| LEGENDA - G: fase a gironi - QF: quarti di finale - SF: semifinale - F3: finale per il terzo posto - F: finale |                                     |          | |